# 12월 7일
12월 7일은 그레고리력으로 341번째(윤년일 경우 342번째) 날에 해당한다.

## 사건
- 기원전 43년 - 로마시대의 정치가이자 웅변가인 키케로가 암살되다.
- 574년 - 유스티누스 2세가 정신병으로 인해 퇴위하고 황후 소피아가 티베리우스 장군을 부제(caesar)로 삼고 공동으로 섭정을 맡다.
- 1787년 - 델라웨어주가 미국의 첫 번째 주가 되다.
- 1941년 - 태평양 전쟁, 진주만 공습
- 1970년 - 빌리 브란트총리의 바르샤바의 무릎 꿇기
- 1949년 - 국부천대
- 1964년 - 대한민국의 무즙 파동
- 1994년 - 대한민국의 아현동 도시가스 폭발 사고를 일어나다.
- 2007년 - 대한민국의 태안 기름유출 사고가 발생되다.
- 2020년 - 대한민국의 코로나바이러스감염증-19 수도권 2.5단계 격상되다.

## 문화
- 1964년 - 동양방송 텔레비전 방송 개국.
- 2017년 - 블레즈-디아뉴 국제공항 개항.

## 탄생
- 903년 - 페르시아계 무슬림 천문학자 압드 알라흐만 알수피. (~986년)
- 1595년 - 조선의 제16대 국왕 인조. (~1649년)
- 1768년 - 프랑스의 군인 장 이시도르 아리스프. (~1855년)
- 1823년 - 독일의 수학자 레오폴트 크로네커. (~1891년)
- 1849년 - 일본의 정치인, 교육자, 겐로 사이온지 긴모치. (~1940년)
- 1858년 - 대한제국의 정치인, 외교관, 을사오적 박제순. (~1916년)
- 1863년 - 이탈리아의 오페라 작곡가 피에트로 마스카니. (~1945년)
- 1870년 - 대한민국의 독립운동가 이상설. (~1917년)
- 1873년 - 미국의 작가 윌라 캐더. (~1947년)
- 1884년 - 대한민국의 독립 운동가 박상진. (~1921년)
- 1903년 - 조선민주주의인민공화국의 종교인 강량욱. (~1983년)
- 1905년 - 네덜란드 천문학자 제러드 카이퍼. (~1973년)
- 1909년 - 대한민국의 정치인 한태일. (~1995년)
- 1915년 - 미국의 배우 일라이 월릭. (~2014년)
- 1920년 - 미국의 배우 프랜시스 기퍼드. (~1994년)
- 1924년 - 포르투갈의 제17대 대통령 마리우 소아르스. (~2017년)
- 1927년 - 대한민국의 정치인, 대학교수 정병학.
- 1928년 - 미국의 언어학자, 정치운동가 노엄 촘스키.
- 1931년 - 대한민국의 천주교 추기경 정진석. (~2021년)
- 1932년 - 미국의 배우 엘런 버스틴.
- 1937년 - 대한민국의 방송인 이종환. (~2013년)
- 1942년 - 대한민국의 가수 장우. (~2024년)
- 1946년
  - 대한민국의 전 대학교수, 의사 정인식.
  - 모로코의 축구 선수 아메드 파라스. (~2025년)
- 1947년 - 미국의 전 프로 야구 선수 조니 벤치.
- 1949년 - 미국의 가수 겸 배우 톰 웨이츠.
- 1954년 - 대한민국의 성우 이향숙.
- 1956년
  - 대한민국의 국악음악가 정은하. (~2023년)
  - 대한민국의 만화가 정형기.
- 1959년
  - 일본의 소설가 모리 히로시.
  - 일본의 정치인 다카하시 가쓰노리.
- 1960년 - 프랑스의 영화 감독 압둘라티프 케시시.
- 1963년
  - 대한민국의 희극인 황기순.
  - 대한민국의 가수 이동은.
- 1964년
  - 대한민국의 역도 선수 이형근. (~2022년)
  - 대한민국의 전 야구 선수 박종호.
- 1965년
  - 미국의 배우 제프리 라이트.
  - 일본의 배우 카가와 테루유키.
- 1966년
  - 일본의 배우 이토 카즈에.
  - 미국의 배우 C. 토머스 하월.
- 1967년
  - 대한민국의 전 야구 선수, 현 야구 코치 강석천.
  - 대한민국의 정치인 한병도.
- 1968년
  - 대한민국의 아나운서 출신 정치인 손범규.
  - 미국의 성우 그레그 에어스.
- 1970년
  - 대한민국의 배우 전미선. (~2019년)
  - 대한민국의 배우 이두경.
- 1971년
  - 대한민국의 배우 류태준.
  - 미국의 배우 마이클 C. 홀.
- 1972년 - 미국의 전 프로레슬링 선수 태미 린 시치.
- 1974년 - 대한민국의 만화가 강풀.
- 1975년 - 대한민국의 언론인, 작가 장강명.
- 1977년 - 대한민국의 가수 레이.
- 1978년
  - 대한민국의 래퍼 디기리 (허니 패밀리).
  - 미국의 배우, 감독 시리 애플비.
- 1980년
  - 대한민국의 가수 정인.
  - 대한민국의 배우 강지후.
- 1981년 - 대한민국의 배우 윤병희.
- 1982년
  - 대한민국의 가수, 배우 음문석.
  - 대한민국의 야구 선수 김경언.
  - 영국의 배우 잭 휴스턴.
  - 일본의 전 축구 선수 다무라 유조.
- 1983년 - 일본의 성우 타카하시 히데노리.
- 1984년
  - 헝가리의 축구 심판 쿨차르 커털린.
  - 스페인의 축구 선수 산티 카소를라.
  - 우크라이나의 펜싱 선수 이호르 레이즐린.
- 1985년 - 미국의 프로레슬링 선수 딘 앰브로스.
- 1986년
  - 대한민국의 역도 선수 임정화.
  - 대한민국의 배우 신민수.
- 1987년
  - 대한민국의 레이싱모델, 방송인 고정아.
  - 대한민국의 전직 스타크래프트 프로게이머 박찬수, 박명수.
  - 미국의 가수 에런 카터. (~2022년)
- 1988년
  - 대한민국의 축구 선수 김도연.
  - 대한민국의 아나운서 이선영.
  - 대한민국의 희극인 김윤호.
- 1989년
  - 영국의 배우 니컬러스 홀트.
  - 미국의 배우 케일럽 랜드리 존스.
  - 일본의 전 축구 선수 나카시마 고헤이.
- 1990년
  - 네덜란드의 축구 선수 레나터 얀선.
  - 쿠바의 야구 선수 야시엘 푸이그.
- 1991년
  - 뉴질랜드의 축구 선수 크리스 우드.
  - 일본의 배우 사쿠라다 도리.
  - 대한민국의 래퍼 TAKEWON.
- 1992년
  - 대한민국의 축구 선수 우상호.
  - 대한민국의 연극배우 신슬기.
- 1993년 - 대한민국의 격투기 선수 정다운.
- 1994년 - 일본의 피겨스케이팅 선수 하뉴 유즈루.
- 1995년
  - 대한민국의 배우 최성민.
  - 대한민국의 가수, 배우 김소원.
  - 대한민국의 리그 오브 레전드 프로게이머 카카오.
  - 대한민국의 리그 오브 레전드 프로게이머 페닉스.
  - 대한민국의 래퍼 릴체리.
  - 스페인의 축구 선수 산티 미나.
- 1996년
  - 대한민국의 태권도 선수 이다빈.
  - 미국의 육상 선수 개브리엘 토머스.
  - 잉글랜드의 배우 머리사 아벨라.
- 1997년 - 일본의 펜싱 선수 시키네 다카히로.
- 1998년 - 대한민국의 한국무용가 이현영.
- 1999년 - 대한민국의 가수 한결 (H&D).
- 2000년 - 대한민국의 가수 서민규.
- 2002년 - 미국의 수영 선수 토리 허스크.
- 2003년
  - 대한민국의 가수 이탁수.
  - 네덜란드의 공주 오라녜 여공 카타리나아말리아.
- 2004년 - 대한민국의 축구 선수 배예빈.

## 사망
- 기원전 43년 - 고대 로마의 웅변가 마르쿠스 툴리우스 키케로. (기원전 106년~)
- 983년 - 신성 로마 제국 오토 왕가의 3번째 왕 오토 2세. (955년~)
- 1741년- 중국 청나라 강희제의 이복 서얼 조카딸 고륜순희공주. (1671년~)
- 1907년 - 영국의 수리물리학자, 공학자 제1대 켈빈 남작 윌리엄 톰슨. (1824년~)
- 1960년 - 루마니아의 피아노 연주자 클라라 하스킬. (1895년~)
- 1993년 - 독일의 물리학자 볼프강 파울. (1913년~)
- 1995년 - 일본의 축구인 와타나베 마사시. (1936년~)
- 2004년 - 미국의 기업인, 암웨이의 창립자 제이 밴앤덜. (1924년~)
- 2006년 - 대한민국의 승마 선수 김형칠. (1959년~)
- 2010년 - 대한민국의 군인 박종규. (1944년~)
- 2014년 - 대한민국의 경제학자 김기원. (1953년~)
- 2015년 - 대한민국의 기업인 이헌조. (1932년~)
- 2017년 - 중화인민공화국의 영화배우 장한. (1939년~)
- 2018년
  - 대한민국의 군인 이재수. (1958년~)
  - 대한민국의 의사 백낙환. (1926년~)
  - 콜롬비아의 정치인 벨리사리오 베탕쿠르. (1923년~)
- 2019년 - 대한민국의 정치인, 교육인, 민주운동가 오종렬. (1938년~)
- 2020년 - 미국의 군인 척 예거. (1923년~)
- 2021년 - 대한민국의 시인, 교육자 이성교. (1932년~)
- 2023년 - 대한민국의 교육인 이상주. (1937년~)
- 2024년 - 대한민국의 음악가 김홍탁. (1944년~)

## 기념일
- 국제 민간 항공의 날
- 진주만 희생자 추모일: 미국

## 같이 보기
- 전날: 12월 6일 다음날: 12월 8일 - 전달: 11월 7일 다음달: 1월 7일
- 음력: 12월 7일
- 모두 보기